# Торсе (острів)
Торсе (швед. Torsö, «острів Торс») — найбільший острів озера Венерн (62,03 км²), розташований в архіпелазі Марієстад у східній частині озера. Входить до складу комуни Марієстад. На острові Торсе цілорічно проживає близько 550 сімей, а влітку приблизно втричі більше.
Острів фактично складається з двох островів Торсе і Фогеле, які зрослися в кінці 1800-х років. На захід від Торсе лежить острів Бромме.
На острові Торсе багато пляжів, сюди можна добратися як на човні, так і на машині. У листопаді 1994 року був завершений міст Торсе, який з'єднав Сундсерн з Торсе. Міст заввишки 18 метрів та довжиною близько 900 метрів має форму дуги.

## Галерея

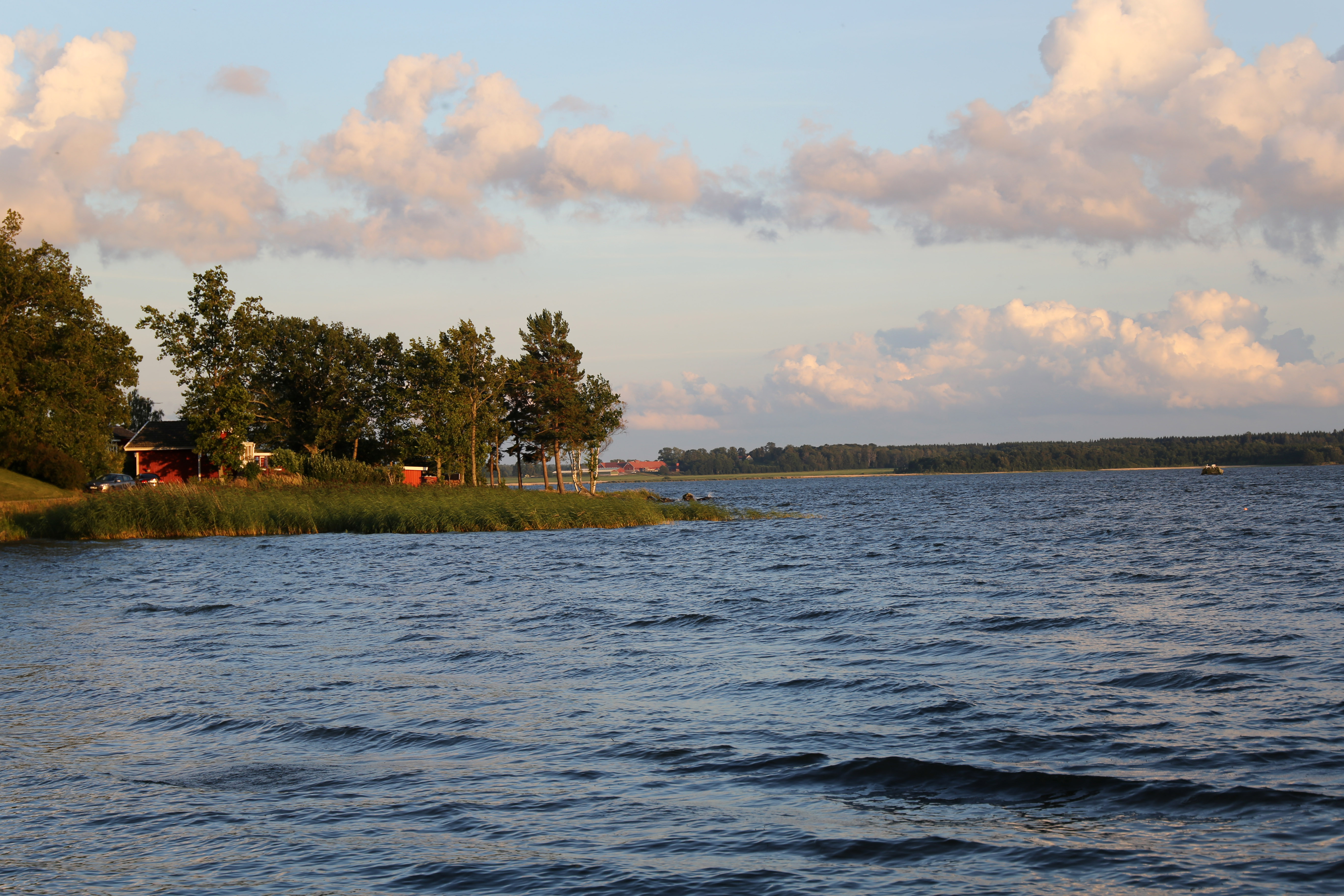
Озеро Венерн біля Торсе
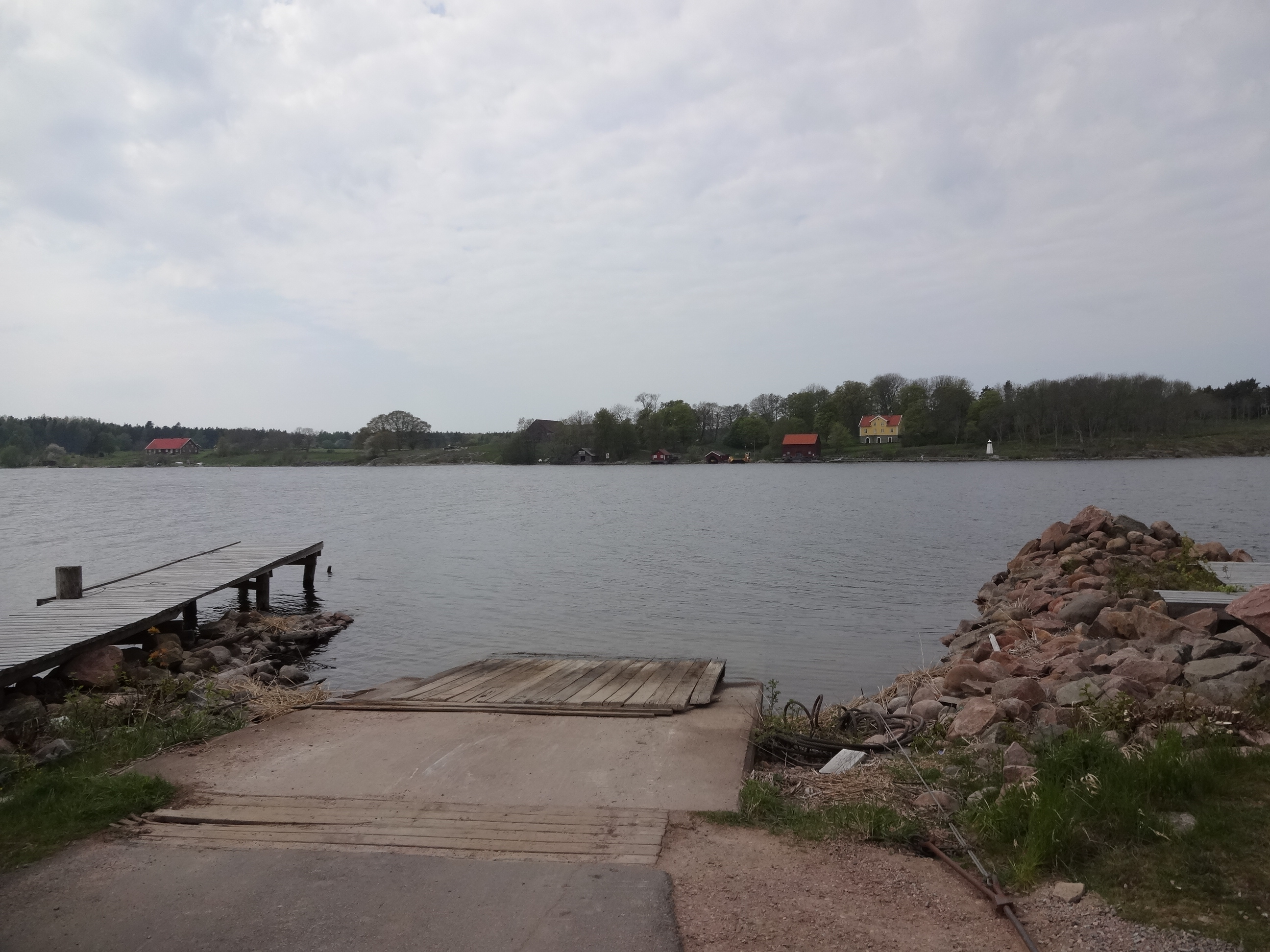
Вид острова Бромме з острова Торсе
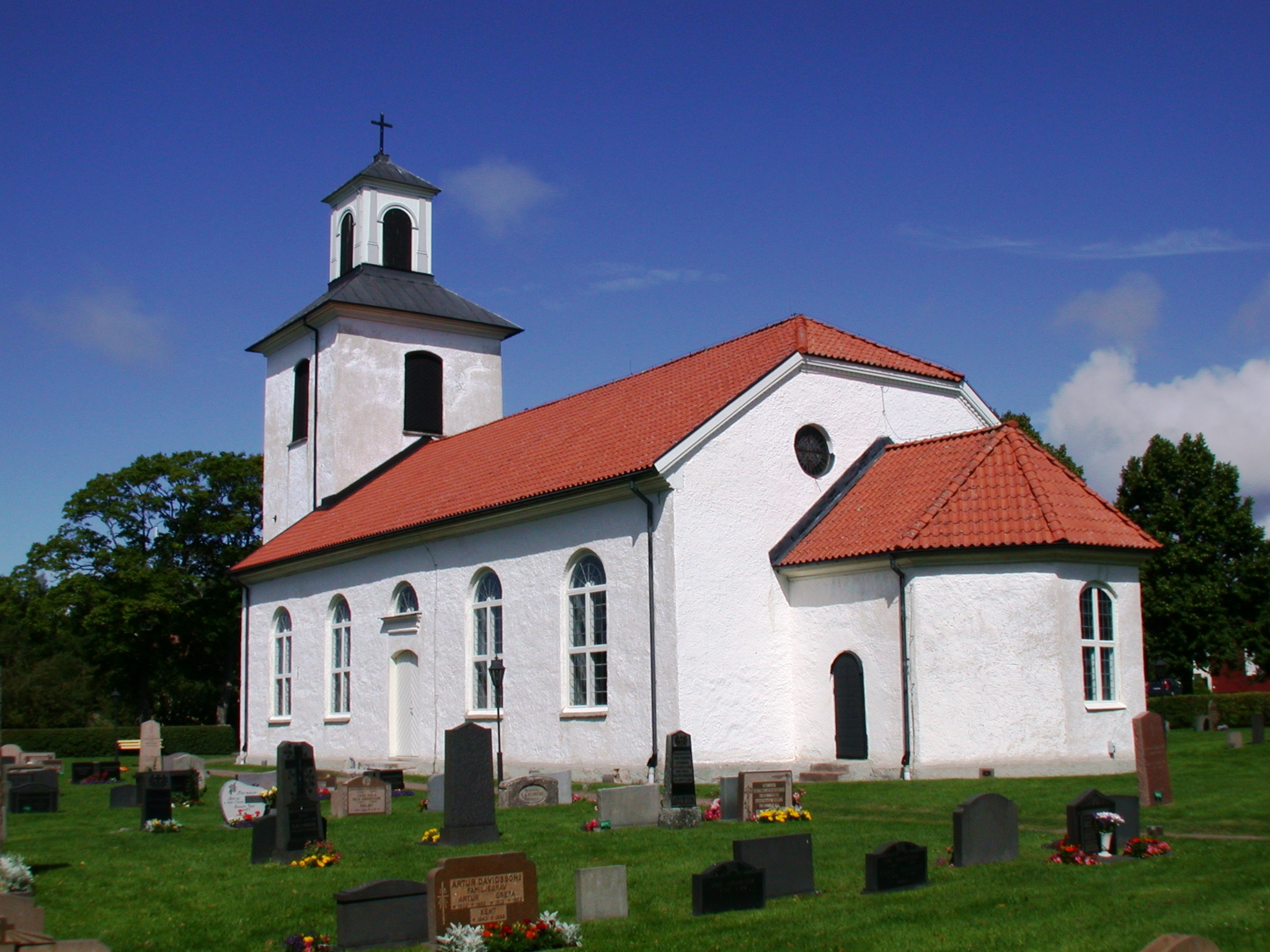
Парафіяльна церква на острові Торсе
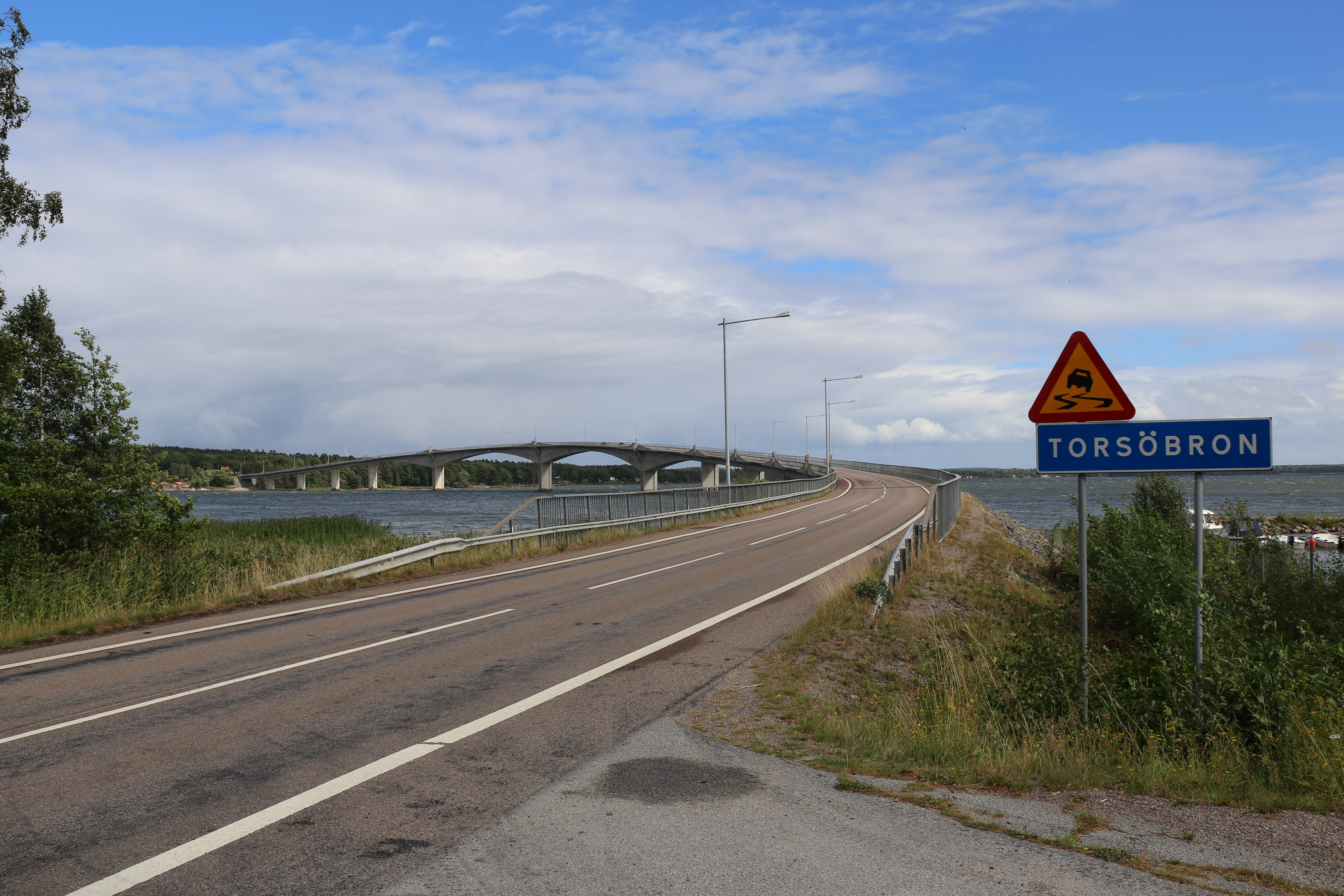
Міст Торсе